# TBS24時
『TBS24時』（ティービーエスにじゅうよじ）とは、TBSテレビで生放送されていた宣伝番組、ミニ番組。2012年4月2日から6月30日までの3ヶ月間放送の予定だったが、1ヶ月延長して7月29日12時55分の回をもって終了した。

## 概要
2012年度のTBSテレビのキャッチフレーズ「それ、TBSがやります。」と連動した企画。各レギュラー番組間（ステーションブレイク）に生放送枠を1日を通して最大10回設定、ほぼすべての回にTBSアナウンサーが生出演し、番組宣伝や番組制作の裏側の紹介、番組に寄せられたメッセージ紹介などTBS全体のPRを行う。TBSの番組に出演するタレント・俳優がゲストとして登場することもある。
放送時間は25秒間から最大60秒間で、放送中は常時右上に残り秒数がカウント表示される。
なお早朝や深夜の回にはアナウンサーは生出演せず、次のいずれかの内容となる。
- 各地のお天気カメラの映像を背景に、赤坂サカスの特設ブース「メッセージスタジオ」に視聴者から寄せられた、各番組へのメッセージを紹介。
- お天気カメラの映像を背景にその日の「おススメ番組」をテロップで紹介しながら、アナウンサーや番組出演者、赤坂サカスのスタッフらによる朝の挨拶・コメントをVTRで紹介。（早朝のみ）

一部の回は公式ホームページにて動画が公開されている。

## 基本スケジュール
4月の開始当初はこれらすべての枠が設定されていたが、5月以降は減少傾向で放送しない枠もある。また特別番組編成の影響で特定の回が繰り下げまたは休止の場合がある。
| 平日（月 - 金曜日） | 平日（月 - 金曜日） | 平日（月 - 金曜日）                                                | 平日（月 - 金曜日）                    |
| 時間                | 秒数                | 前後の番組                                                         | 備考                                   |
| ------------------- | ------------------- | ------------------------------------------------------------------ | -------------------------------------- |
| 5:14                | 60秒                | 『早ズバッ!ナマたまご』直前                                        | 生出演なし、7月2日（月）以降は放送なし |
| 8:29                | 60秒                | 『みのもんたの朝ズバッ!』直後～『はなまるマーケット』直前          | 7月16日（月）以降は放送なし            |
| 9:48頃              | 60秒                | 『はなまるマーケット』本編終了直後                                 |                                        |
| 10:59               | 60秒                | 『ひるおび!』直前                                                  |                                        |
| 13:48               | 60秒                | 『ひるおび!』直後                                                  | 7月16日（月）以降は放送なし            |
| 16:52               | 60秒                | 『Nスタ』直前                                                      |                                        |
| 18:56頃             | 30秒                | 『Nスタ』直後                                                      |                                        |
| 20:52頃             | 30秒                | 20時台のレギュラー番組直後                                         |                                        |
| 22:52頃             | 30秒                | 22時台のレギュラー番組直後                                         |                                        |
| 24:48頃             | 60秒                |                                                                    | 生出演なし、6月1日（金）以降は放送なし |
| 土曜日              |                     |                                                                    |                                        |
| 時間                | 秒数                | 前後の番組                                                         | 備考                                   |
| 5:27                | 60秒                | 『ぜひモノ』（テレビショッピング）直後                             | 生出演なし、7月7日（土）以降は放送なし |
| 9:22                | 60秒                | 『知っとこ!』直後                                                  |                                        |
| 13:57頃             | 30秒                | 『王様のブランチ』直後                                             |                                        |
| 16:52               | 30秒                |                                                                    |                                        |
| 18:47頃             | 30秒                | 『報道特集』直後                                                   |                                        |
| 20:52頃             | 25秒                | 20時台のレギュラー番組（土曜日は『THEぶっちぎりTV』）直後          |                                        |
| 23:21頃             | 60秒                | 『情報7days ニュースキャスター』直後                               |                                        |
| 24:56               | 60秒                |                                                                    | 生出演なし、6月2日（土）以降は放送なし |
| 日曜日              |                     |                                                                    |                                        |
| 時間                | 秒数                | 前後の番組                                                         | 備考                                   |
| 6:41頃              | 60秒                | 『時事放談』直後                                                   | 生出演なし、7月8日（日）以降は放送なし |
| 9:52                | 60秒                | 『サンデーモーニング』直後                                         |                                        |
| 11:22               | 60秒                | 『サンデージャポン』直後                                           |                                        |
| 12:52               | 60秒                | 『アッコにおまかせ!』直後                                          |                                        |
| （14～18時前）      |                     |                                                                    |                                        |
| 20:52頃             |                     | 20時台のレギュラー番組（日曜日は『衝撃速報!アカルイ☆ミライ』）直後 |                                        |
| 22:51頃             |                     | 22時台のレギュラー番組（日曜日は『EXILE魂』）直後                  |                                        |
| 24:48               |                     |                                                                    | 生出演なし、6月3日（日）以降は放送なし |

いずれもTBSテレビでの放送時間。基本的にTBSテレビ（関東ローカル）での放送だが、一部時間帯はJNN系列局の一部にもネットされた。

## 主な出演アナウンサー
一部のベテラン・中堅アナウンサーを除いた、2012年4月時点で現職のTBSアナウンサーのほぼ全員（2012年新人の林みなほを含む）が最低1回は担当している。ここでは特に担当が多いとされるアナウンサーを記述。
- 杉山真也 - 最多の81回に出演（最終回前の放送で発表）。
- 小林悠 - 7月13日（金）までは平日8:29の回、7月16日（月）以降は平日9:48の回をほぼレギュラーで担当。担当回数は杉山に次ぐ78回。
- 竹内香苗 - 平日10:59の回を週3～4回で担当。
- 石井大裕
- 安東弘樹
- 高野貴裕
- 高畑百合子
- 赤荻歩
- 伊藤隆佑
- 井上貴博
- 古谷有美
- 吉田明世
- 升田尚宏（ゴールデン升田）

など

## 番組の出来事
- 6月5日（火）の13:48放送回は、TBSラジオ第7スタジオから放送された。この際、このスタジオで生放送中の番組『たまむすび』と連動し、テレビとラジオの同時放送が行われた[1]。担当も『たまむすび』金曜日担当の小林悠がつとめた。
- 6月29日（金）の10:59放送回で、2012年入社の林みなほがアナウンサーとしての初仕事を行った[2]。
- 7月2日（月）から7月6日（金）までは本番組の延長記念として、1日の出演を全て特定の男性アナウンサーで固定する「男祭り」を行った（担当は、月：赤荻歩、火：高野貴裕、水：杉山真也、木：ゴールデン升田、金：石井大裕）。
- 7月8日（日）の9:52放送回は、TBSを除くJNN系列局のアナウンサーで唯一、HBCの室谷香菜子が出演し、この日最終日を迎えた長嶋茂雄Invitational セガサミーカップゴルフトーナメントの会場である北海道千歳市のザ・ノースカントリーゴルフクラブからの生中継で、青木功にインタビューした。